# Hoya cinnamomifolia
Hoya cinnamomifolia ist eine Pflanzenart der Gattung der Wachsblumen (Hoya) aus der Unterfamilie der Seidenpflanzengewächse (Asclepiadoideae). 

## Merkmale
Hoya cinnamomifolia bildet bis etwa 3 m lange, windende, kahle Triebe. Die Blätter sind oval oder länglich-oval und am Ende zugespitzt. Diese messen 5 bis 7 × 3 cm und sind fleischig bis ledrig. Sie sitzen auf kurzen, dicken Stielen. Die Ränder sind leicht umgebogen. Der vielblütige Blütenstand ist halbkugelig bis kugelig, der Stiel ist etwa 3 cm lang. Die kahle, fleischig wirkende Blütenkrone misst ca. 2 cm im Durchmesser und ist gelbgrün gefärbt.  Die Kronenzipfel sind breit-oval, zugespitzt und zurückgebogen. Die flache Nebenkrone hat eine weinrote bis tiefpurpurne Farbe. Die Blüten sind etwa zehn Tage lang geöffnet. Sie riechen unangenehm. Die staminalen Nebenkronenzipfel sind oval, am Ende zugespitzt und bilden in der Mitte der Oberseite einen Kiel.

## Geographisches Vorkommen
Die Art kommt in Indonesien (Java) vor. 

### Online-Quelle
- Website über die Gattung Hoya von Simone Merdon-Bennack - Hoya cinnamomifolia Hooker (Memento vom 26. März 2005 im Internet Archive)